# Fritz Gessner
Fritz Gessner (* 27. Juni 1905 in Wien; † 20. Dezember 1972 in Kiel) war ein österreichischer Botaniker. Sein offizielles botanisches Autorenkürzel lautet „F.Gessner“.

## Leben
Fritz Gessner wurde in der Hofstadtgasse in Wien geboren. Sein Vater war der Bankangestellte und spätere Bankdirektor Karl Gessner, seine Mutter Bertha geborene Hell stammte aus dem Sudetenland. Als Fritz 2 Jahre alt war, wurde seine Schwester Ilse geboren, die nach einer missglückten Augenoperation erblindete und später als Blindenlehrerin arbeitete.
Die Familie übersiedelte in Wien in die Einwanggasse im Stadtteil Hietzing; Fritz besuchte hier die Volksschule. Als der Vater nach Gablonz in Böhmen versetzt wurde, absolvierte Fritz dort das Gymnasium. In dieser Zeit begann sich Fritz Gessner bereits für sein späteres Spezialgebiet, die Untersuchung des Amazonas, zu interessieren. Mit 17 veröffentlichte er Untersuchungsergebnisse zu einer Planktonprobe. Außerdem beschäftigte er sich während der Gymnasialzeit mit Untersuchungen des Trinkwasserreservoirs von Gablonz.
Die Familie kehrte nach Wien zurück, und Fritz Gessner studierte an der damals für Botanik renommierten Universität bei Richard Wettstein und Hans von Molisch. Nach seiner Promotion ging er Anfang der 1930er Jahre zunächst nach Greifswald, dann an das Institut für Seenkunde nach Langenargen, wo er über den Phosphorgehalt des Bodensees arbeitete.
Als Karl von Faber Direktor des Botanischen Instituts von München wurde, holte er Gessner als Assistenten. Gessner habilitierte sich in München mit einer Arbeit über die Atmung der Wasserpflanzen bei unterschiedlichen Sauerstoffverhältnissen. 1930 gründete er zusammen mit Professor Erich Leick die Biologische Forschungsstation Hiddensee. Im Zweiten Weltkrieg wurde Gessner zum Kriegsdienst eingezogen; er kam in die Ukraine, wo er dann sehr bald eine kleine Untersuchungsstation leitete.
Nach dem Krieg kam er schnell wieder nach Deutschland, zunächst nach Seeon am Chiemsee. In München erhielt er dann eine Dozentur an der Universität.
1953 bekam er eine erste Einladung nach Venezuela; dies wurde der Beginn einer intensiven Forschungsarbeit in Südamerika. Fritz Gessner entwickelte sich rasch zu einem renommierten Kenner der tropischen Pflanzenwelt. Am Amazonas entstand seine wichtige Arbeit über das Aufblühen der Seerose Victoria amazonica (damals Victoria regia genannt).
1960 erhielt Fritz Gessner einen Ruf an den Lehrstuhl für Meeresbotanik am Institut für Meereskunde Kiel (heute Teil des Leibniz-Instituts für Meereswissenschaften), den er bis zu seinem Tod im Jahre 1972 innehatte. In den 1960er Jahren war er zudem wissenschaftlicher Direktor in Cumaná, Venezuela. Forschungs- und Kongressreisen führten ihn immer wieder vor allem nach Korea, Japan, Norwegen, in die Niederlande und nach Rovinj im ehemaligen Jugoslawien (heute Kroatien).
Heute trägt die Forschungsbarkasse des Institutes für Ökologie der Ernst-Moritz-Arndt-Universität Greifswald seinen Namen. Darüber hinaus wirkte Fritz Gessner an mehreren populärwissenschaftlichen Biologiebüchern mit, von denen das Handbuch der Biologie (erschienen in vierzehn Bänden von 1942 bis 1977 in verschiedenen Auflagen) am bekanntesten wurde.
Fritz Gessner ist Vater zweier Söhne, Dieter und Volkmar Gessner, und einer Tochter, Sabine Sonntag.

## Werke (Auswahl)
- Die Krisis im Darwinismus, 1930
- Meer und Strand, 1940
- Die Assimilation vitalgefärbter Chloroplasten, 1941
- mit Ludwig von Bertalanffy: Handbuch der Biologie (14 Bände), 1942
- Untersuchungen über den Wasserhaushalt der Pflanzen bei Stickstoffmangel, 1948
- Allgemeine Botanik für Mediziner, 1949
- Hydrobotanik, Bd. 1, 1955
- Hydrobotanik, Bd. 2, 1959
- Das unwahrscheinliche Leben – Eine Biologie für alle, 1959
- Die Photosynthese von Meerespflanzen in ihrer Beziehung zum Salzgehalt, 1960
- Das Wachstum infiltrierter Keimlinge, 1961
- Untersuchungen über den Gefäss-Saft tropischer Lianen, 1965
- Pflanzengeographie, 1969